# Хендерсон, Майк
Майкл Джеймс Хендерсон (англ. Michael James Henderson; 14 июля 1953, Индепенденс, Миссури, США  — 22 сентября 2023, Нэшвилл, Теннесси, США) — американский композитор, автор песен, мультиинструменталист, продюсер, работавший в жанрах кантри, блюз, блюграсс. Лауреат премии Грэмми в номинации «Лучшая кантри-песня» (2018), трёхкратный номинант Грэмми (2009, 2011 в двух номинациях). Лауреат Country Music Association Awards в номинации «Песня года» (2018, 2021). Со своей группой The Bluebloods номинант Blues Music Awards в номинации «Лучший дебют» (1997).

## Биография
Майк Хендерсон родился в Индепенденсе, штат Миссури в 1953 году. Освоил гитару, скрипку, мандолину, добро и губную гармошку, играя в фолк-, блюграсс-, рок- и блюзовых группах в старшей школе и колледже Университета Миссури. 
В 1981 году стал одним из создателей блюзовой группы The Bel Airs, которая в 1984 году записала альбом Need Me a Car на Blind Pig Records. В 1985 году Хендерсон покинул группу и перебрался в Нэшвилл, Теннесси с целью стать универсальным музыкантом в какой-либо группе, и в следующем году стал членом рутс-рок группы The Roosters. Также он играл в побочном проекте The Kingsnakes, вскоре переименованном в The Snakes, группы выпустившей одноимённый альбом в 1989 году. 
В 1988 году The Fabulous Thunderbirds обработали песню Хендерсона «Powerful Stuff» и включили эту песню в состав саундтрека фильма Коктейль. Вскоре Хендерсон стал штатным автором песен в EMI. Также он работал в Нэшвилле как сессионный слайд-гитарист. 
Демо-запись Хендерсона, направленная в RCA Records Nashville, привлекла внимание лейбла, и в марте 1994 году вышел дебютный альбом Хендерсона Country Music Made Me Do It. Альбом получил хорошую прессу, так Entertainment Weekly, поставив альбому A−, отозвалась как «энтузиазм в вокале Хендерсона и захватывающий звон его гитары выдают достаточно искр, чтобы зажечь песни». Первый сингл альбома, «Hillbilly Jitters», достиг 69-го места в чарте Billboard Hot Country Singles & Tracks. Однако последующие синглы «The Want To» и «If the Jukebox Took Teardrops» не попали в чарты и лейбл расторг контракт с Хендерсоном. После этого Хендерсон, совместно с другими музыкантами, основал собственный лейбл Dead Reckoning Records, и в 1996 году выпустил альбомEdge of Night, который снова был хорошо принят как прессой, так и публикой. 
В 1996 году Хендерсон сформировал блюзовую группу Mike Henderson & the Bluebloods. Осенью 1996 года группа выпустила альбом First Blood, содержащий обработки блюзов других авторов. Буклет к альбому был написан Марком Нопфлером. Альбом получил прекрасную прессу, так журнал People написал: «когда сочетание фортепиано, баса, барабанов и электрогитары столь же сногсшибательно сильно, как в первом альбоме Bluebloods, вам не нужны другие инструменты, оригинальные композиции или даже множество оригинальных идей, чтобы отправить в нокаут». С этим альбомом Хендерсон получил номинацию «Лучший дебют» Blues Music Awards 1997 года. В 1999 году группа выпустила второй альбом Thicker Than Water в 1999 году, и он тоже был успешным, «искусно воссоздающим звучание Чикаго 50-х годов». 
В 2000 году записал партию мандолины в песне «Silvertown Blues», выпущенной в составе альбома Марка Нопфлера Sailing To Philadelphia и в 2001 году принимал участие в гастролях Нопфлера по всему миру, в 2002 году вновь записал партию, на этот раз губной гармоники в песне «Fare Thee Well Northumberland» из альбома The Ragpicker's Dream, в 2004 году партию гитары в песне «Boom, Like That», выпущенной синглом. Также он работал с другими музыкантами: песни Хендерсона исполняли в разное время такие исполнители как например Трейси Нельсон, Dixie Chicks, Триша Йервуд, Гари Аллан и Патти Лавлесс. Он записывался играя на мандолине, гитаре, слайд-гитаре и губной гармошке с такими музыкантами как Стинг, Джона Мейолл, Альберт Кинг, Боб Сигер, Эммилу Харрис, Джон Хайатт, Джой Линн Уайт, Келли Уиллис. 
В 2008 году Хендерсон создал блюграсс-группу The SteelDrivers, в которой оставался до 2011 года. Альбом 2008 года Blue Side Of The Mountain номинировался на Грэмми как претендент на звание лучшего кантри-исполнения дуэтом или 
группой с вокалом; в той же номинации через два года номинировалась песня «Where Rainbows Never Die» из альбома 2010 года Reckless, а сам альбом — в номинации «Альбом блюграсс». В 2009 году группа стала лауреатом в номинации «Лучший дебют» от International Bluegrass Music Association.
В дальнейшем Хендерсон продолжил записываться как сессионный музыкант, например в альбомах Таба Бенуа и Джо Бонамассы, и создал группу The Mike Henderson Band с которой в 2014 году записал альбом If You Think It's Hot Here…. С ней же он долгое время выступал в клубах Нэшвилла. Также Хендерсон сотрудничал с Крисом Стэплтоном, вокалистом The SteelDrivers: вышедшая в 2017 году в альбоме Стэплтона From A Room: Volume 1 песня «Broken Halos», в которой Хендерсон является соавтором, в 2018 году завоевала Грэмми в номинации «Лучшая кантри-песня».  Она же получила премию Country Music Association Awards, а в 2021 году ту же премию получила песня «Starting Over». 
Майк Хендерсон скоропостижно умер во сне 22 сентября 2023 года. Вероятной причиной смерти называется тромбоэмболия легочной артерии. Оставил после себя жену и двоих дочерей.   
Марк Нопфлер сказал о Хендерсоне: «Майк был необыкновенным талантом, он был накоротке хоть с блюграссом, хоть со старинной скрипичной музыкой, хоть с блюзом. Он также был превосходным блюзовым харпером».

## Дискография
- 1994: Country Music Made Me Do It (RCA Records Nashville)
- 1996: Edge of Night (Dead Reckoning Records)
- 1996: First Blood (Dead Reckoning Records)
- 1999: Thicker Than Water (Dead Reckoning Records)
- 2014: If You Think It's Hot Here… (Ellersoul)